# Eyprepocnemis deserticolus
Eyprepocnemis deserticolus är en insektsart som beskrevs av Boris Petrovich Uvarov 1933. Eyprepocnemis deserticolus ingår i släktet Eyprepocnemis och familjen gräshoppor. Inga underarter finns listade i Catalogue of Life.